# Bistum Timișoara
Das römisch-katholische Bistum Timișoara (dt.: Temeswar; lat.: Dioecesis Timisoarensis) wurde am 5. Juni 1930 errichtet.
Es entstand infolge der Unterzeichnung des Konkordats zwischen dem rumänischen Staat und dem Heiligen Stuhl aus den rumänischen Teilen des Bistums Csanád. 1923 war dessen Bischofssitz von Timișoara nach Szeged verlegt worden.

## Geschichte
Zum Ende des Ersten Weltkrieges erfolgte die Dreiteilung des Banats. Als Konsequenz wurde auch das Csanáder Bistum dreigeteilt, so verblieben 33 Pfarreien und die Stadt Szeged bei Ungarn, 64 Pfarreien mit dem Zentrum in Zrenjanin wurden dem Königreich Serbien einverleibt, und 163 Pfarreien sowie die Stadt Timișoara dem Königreich Rumänien zugeteilt. Das rumänische Gebiet des ehemaligen Csanáder Bistums wurde am 17. Februar 1923 in eine Apostolische Administratur mit Sitz in Timișoara umgestaltet, und der Domherr Augustin Pacha zum Apostolischen Administrator ernannt. Im selben Jahr verließ Julius Glattfelder als letzter Bischof von Csanád die Stadt Timișoara. Am 5. Juni 1930 wurde die Administratur Csanád-Timișoara von Papst Pius XI. zu einem Bistum erhoben.

1950 wurden Augustin Pacha und 44 Priester verhaftet. Die Nachfolger Pachas, Joseph Pless, Iván Frigyér, Konrad Kernweisz und Ferdinand Hauptmann trugen den Titel Ordinarius substitutus. Nur Sebastian Kräuter erhielt zwischen 1983 und 1990 den Titel eines Ordinarius Substitutus ad Nutum Sancti Sedis. Die Diözese Timișoara wurde 1990 wiederbelebt, und Kräuter wurde zum neuen Diözesanbischof geweiht. 1999 trat Bischof Martin Roos an die Spitze der Diözese Timișoara als der 90. Nachfolger des heiligen Gerhard, des Gründers des Csanáder Bistums (1030–1046).
Das Bistum betreute 2004 mit insgesamt 91 Priestern circa 168.000 Gläubige, die 11,1 % der Gesamtbevölkerung des Bistums ausmachen. Zum Vergleich waren im Jahr 1950 noch 267 Priester mit der Betreuung von rund 380.000 Katholiken (29,2 % der damaligen Gesamtbevölkerung) beschäftigt.
1992 eröffnete das Bistum im ehemaligen Piaristengymnasium (Timișoara) ein theologisches Lyzeum mit dem Namen Gerhardinum.

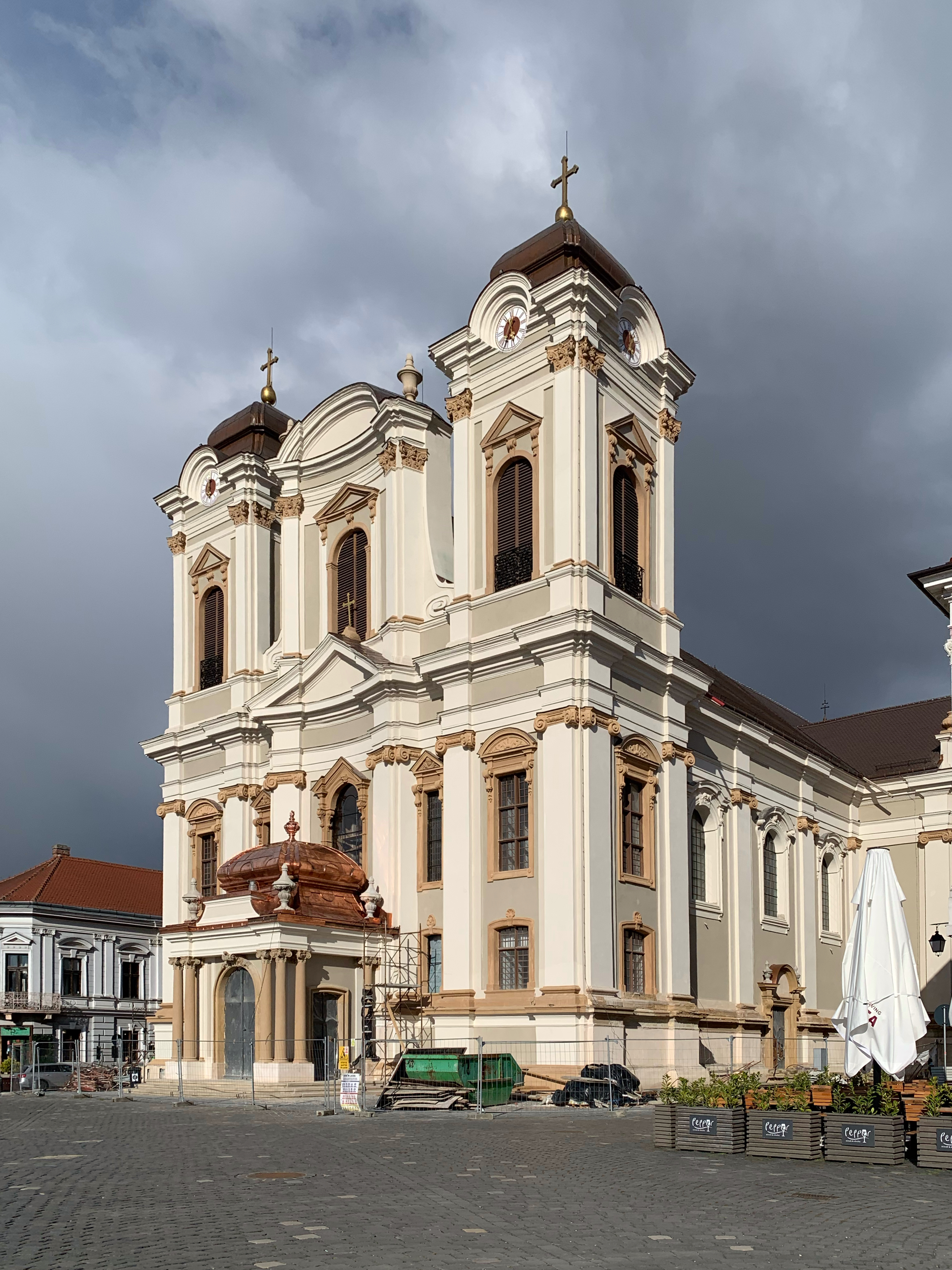
Kathedrale St. Georg in Timișoara
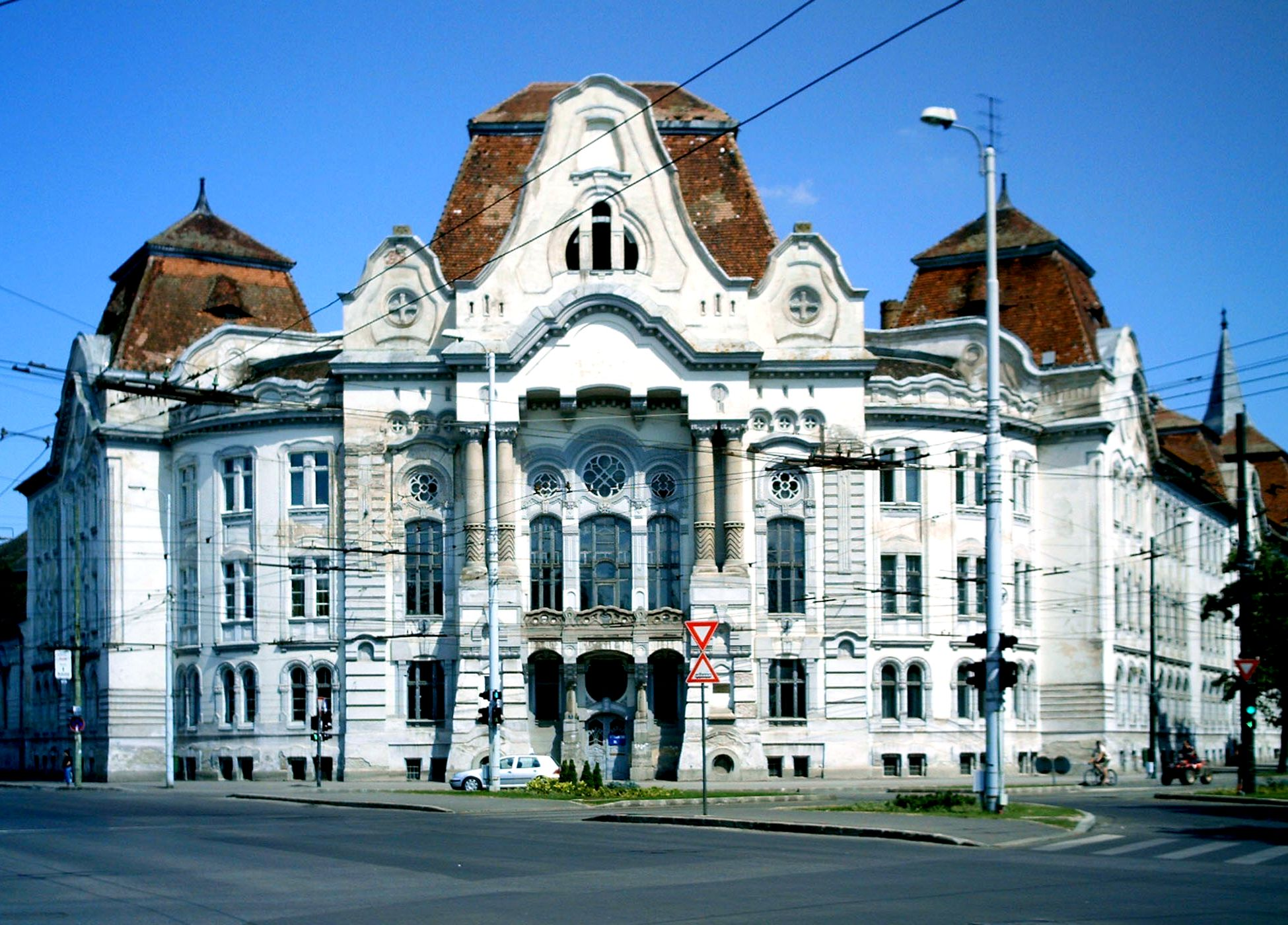
Gerhardinum

## Amtsinhaber des Bistums Timișoara
| Name                | Titel                                        | Amtsjahre                 |
| ------------------- | -------------------------------------------- | ------------------------- |
| Augustin Pacha      | Apostolischer Administrator                  | 1927–1930                 |
| Augustin Pacha      | Bischof                                      | 1930–1954 ab 1950 in Haft |
| Joseph Pless        | Ordinarius Substitutus                       | 1948–1951                 |
| Iván Frigyér        | Ordinarius Substitutus                       | 1951–1954                 |
| Konrad Kernweisz    | Ordinarius Substitutus                       | 1954–1981                 |
| Ferdinand Hauptmann | Ordinarius Substitutus                       | 1981–1983                 |
| Sebastian Kräuter   | Ordinarius Substitutus ad Nutum Sancti Sedis | 1983–1990                 |
| Sebastian Kräuter   | Bischof                                      | 1990–1999                 |
| Martin Roos         | Bischof                                      | 1999–2018                 |
| József-Csaba Pál    | Bischof                                      | seit 2018                 |